# لیکو (بازیکن فوتبال)
لیکو (به پرتغالی: Fladimir da Cruz Freitas) هافبک اهل برزیل است که در شهر برزیل و در تاریخ ۲۰ ژانویهٔ ۱۹۷۴ به دنیا آمده‌است.
لیکو در تیم‌های فوتبال سانتاکروز سابقهٔ حضور دارد.